# She Bangs
«She Bangs» es una canción originalmente cantada por Ricky Martin, de su álbum Sound Loaded (2000). Al igual que muchas de las canciones de Martin, esta es una pieza de salsa romántica acerca de estar perdidamente enamorado de una mujer.
La canción fue coescrita por Desmond Child, quien coescribió el éxito #1 de Martin «Livin' la Vida Loca» así como varios éxitos de Bon Jovi y otros artistas de rock en los años 1980 y 1990. Otro coescritor fue su excompañero de banda en Menudo Robi Draco Rosa. La canción fue producida por Rosa y el coescritor Walter Afanasieff. Afanasieff había ganado anteriormente el premio Grammy por "Canción del año" por producir "My Heart Will Go On" de Céline Dion.
Sound Loaded fue la continuación del álbum de crossover de 1999 Ricky Martin y «She Bangs» fue lanzada en radio en avance del álbum como su primer sencillo. Por el 2000 las listas de éxitos Hot 100 y Hot Latin Tracks de Billboard se habían dividido en una miríada de sub-conteos y la canción se convirtió en un éxito en varios de esos, debutando en el Hot 100 y otras listas de éxitos comenzando en la semana del 7 de octubre de 2000, y alcanzando sus varias posiciones en la lista de éxitos durante noviembre, diciembre y enero.

## Video musical
El video musical fue la materia de un episodio de la tercera temporada de la serie de MTV Making the Video, un documental estilo "detrás de las escenas" que incluye la filmación en el set y edición en estudio de clips de artistas populares. El video se convirtió en un éxito de MTV, recibiendo fuerte rotación en el canal. Channing Tatum es uno de los bailarines de fondo.
Martin ganó un Grammy latino al "Mejor video musical" en 2001 por la versión en español del video.
La canción aparece en el juego Karaoke Revolution Presents: American Idol.
En la tercera semana de la serie 6 de X-Factor fue cantada por los concursantes John y Edward Grimes.

## Formatos y lista de pistas
Australia CD maxi-sencillo
1. «She Bangs» (English Edit) – 4:02
2. «She Bangs» (Obadam's English Radio Edit) – 3:59
3. «Por Arriba, Por Abajo» – 3:08
4. «Amor» – 3:27
5. «She Bangs» (Obadam's Afro-Bang English Mix) – 7:28

Europa CD sencillo
1. «She Bangs» (English Radio Edit) – 4:02
2. «She Bangs» (Obadam's English Radio Edit) – 3:59

Europa CD maxi-sencillo/ Reino Unido CD maxi-sencillo #1
1. «She Bangs» (English Radio Edit) – 4:02
2. «She Bangs» (Obadam's English Radio Edit) – 3:59
3. «María» (Spanglish Radio Edit) – 4:30
4. «She Bangs» (Video)

 Reino Unido CD maxi-sencillo #2
1. «She Bangs» (English Edit) – 4:01
2. «Amor» – 3:27
3. «She Bangs» (Obadam's Afro-Bang Mix) (Spanish) – 7:28

## Posicionamiento y certificaciones
| País              | Lista (2000-01)                   | Alta posición |
| ----------------- | --------------------------------- | ------------- |
| Alemania          | German Singles Chart              | 34            |
| Australia         | Australian Singles Chart          | 3             |
| Austria           | Austrian Singles Chart            | 28            |
| Bélgica (Fladés)  | Belgian Flanders Singles Chart    | 21            |
| Bélgica (Valonia) | Belgian Wallonia Singles Chart    | 20            |
| Canadá            | Top Canadian Albums               | 2             |
| Dinamarca         | Danish Singles Chart              | 13            |
| España            | Top 100 Álbumes                   | 3             |
| Estados Unidos    | US Billboard Hot 100              | 12            |
| Estados Unidos    | US Billboard Adult Pop Songs      | 24            |
| Estados Unidos    | US Billboard Hot Dance Club Songs | 27            |
| Estados Unidos    | US Billboard Hot Latin Songs      | 1             |
| Estados Unidos    | US Billboard Latin Pop Songs      | 2             |
| Estados Unidos    | US Billboard Tropical Songs       | 1             |
| Estados Unidos    | US Billboard Pop Songs            | 8             |
| Estados Unidos    | US Billboard Rhythmic Top 40      | 30            |
| Finlandia         | Finnish Singles Chart             | 3             |
| Finlandia         | Finnish Top 50 Hits               | 1             |
| Finlandia         | Finnish Airplay Chart             | 1             |
| Francia           | French Singles Chart              | 36            |
| Holanda           | Dutch Singles Chart               | 20            |
| Irlanda           | Irish Singles Chart               | 8             |
| Italia            | Italian Singles Chart             | 1             |
| Japón             | Japanese Oricon Singles Chart     | 58            |
| Noruega           | Norwegian Singles Chart           | 4             |
| Nueva Zelanda     | New Zealand Singles Chart         | 2             |
| Reino Unido       | UK Singles Chart                  | 3             |
| Suecia            | Swedish Singles Chart             | 1             |
| Suiza             | Swiss Singles Chart               | 7             |

| País          | Lista (2000)  | Posición |
| ------------- | ------------- | -------- |
| Australia     | Singles Chart | 19       |
| Nueva Zelanda | Singles Chart | 50       |
| Suecia        | Singles Chart | 39       |
| Suiza         | Singles Chart | 82       |

| País        | Proveedor | Certificación |
| ----------- | --------- | ------------- |
| Reino Unido | BPI       | Plata         |
| Suecia      | IFPI      | Oro           |

## Versión de William Hung
A principios del 2004, William Hung ganó fama durante un tiempo después de cantar esta canción durante su audición de la tercera temporada del reality show American Idol. Aunque fue rechazado por los jueces, su actitud optimista a pesar de su desastrosa actuación sorprendió a la audiencia y Hung siguió interpretando la canción y la grabó. En abril de 2004, la revista Blender nombró a su versión de "She Bangs" una de las 50 peores canciones de la historia.
El 3 de junio de 2018, Martin invitó a Hung como invitado sorpresa a su concierto en el Teatro Monte Carlo de Las Vegas, y los dos interpretaron el original juntos.  En una entrevista con Variety, 20 años después del lanzamiento de "She Bangs", Hung le dijo a la revista que está "agradecido" de tener la canción de Martin, y explicó que "de lo contrario no estaría donde estoy hoy. Simplemente disfruté la canción desde el principio. Pensé que sonaba genial y muy optimista. Era única en comparación con todo lo que escuchaba a principios de los 2000s".
En 2022, American Idol invitó a Hung a interpretar la canción en el programa, en el contexto del aniversario 20 del programa.